# Lijst van nummer 1-albums in de Album Top 100 in 1994
Onderstaande albums stonden in 1994 op nummer 1 in de Album Top 100, de voorloper van de huidige Media Markt Album Top 40. De lijst werd samengesteld door de Stichting Nederlandse Top 40.
| Nummer | Datum        | Artiest                       | Titel                                 |
| ------ | ------------ | ----------------------------- | ------------------------------------- |
|        | 1 januari    | geen Album Top 100 verschenen | geen Album Top 100 verschenen         |
| 245    | 8 januari    | Bryan Adams                   | So far so good                        |
|        | 15 januari   | Bryan Adams                   | So far so good                        |
|        | 22 januari   | Bryan Adams                   | So far so good                        |
|        | 29 januari   | Bryan Adams                   | So far so good                        |
| 246    | 5 februari   | Paul de Leeuw                 | Plugged                               |
|        | 12 februari  | Paul de Leeuw                 | Plugged                               |
|        | 19 februari  | Paul de Leeuw                 | Plugged                               |
|        | 26 februari  | Paul de Leeuw                 | Plugged                               |
|        | 5 maart      | Paul de Leeuw                 | Plugged                               |
|        | 12 maart     | Paul de Leeuw                 | Plugged                               |
| 243    | 19 maart     | Mariah Carey                  | Music box                             |
|        | 26 maart     | Mariah Carey                  | Music box                             |
|        | 2 april      | Mariah Carey                  | Music box                             |
|        | 9 april      | Mariah Carey                  | Music box                             |
| 247    | 16 april     | Pink Floyd                    | The division bell                     |
|        | 23 april     | Pink Floyd                    | The division bell                     |
|        | 30 april     | Pink Floyd                    | The division bell                     |
|        | 7 mei        | Pink Floyd                    | The division bell                     |
| 243    | 14 mei       | Mariah Carey                  | Music box                             |
|        | 21 mei       | Mariah Carey                  | Music box                             |
|        | 28 mei       | Mariah Carey                  | Music box                             |
|        | 4 juni       | Mariah Carey                  | Music box                             |
| 248    | 11 juni      | Laura Pausini                 | Laura                                 |
|        | 18 juni      | Laura Pausini                 | Laura                                 |
|        | 25 juni      | Laura Pausini                 | Laura                                 |
| 249    | 2 juli       | 2 Unlimited                   | Real things                           |
|        | 9 juli       | 2 Unlimited                   | Real things                           |
|        | 16 juli      | 2 Unlimited                   | Real things                           |
| 248    | 23 juli      | Laura Pausini                 | Laura                                 |
| 250    | 30 juli      | The Rolling Stones            | Voodoo lounge                         |
|        | 6 augustus   | The Rolling Stones            | Voodoo lounge                         |
| 251    | 13 augustus  | Wet Wet Wet                   | End of part one - Their greatest hits |
|        | 20 augustus  | Wet Wet Wet                   | End of part one - Their greatest hits |
|        | 27 augustus  | Wet Wet Wet                   | End of part one - Their greatest hits |
|        | 3 september  | Wet Wet Wet                   | End of part one - Their greatest hits |
|        | 10 september | Wet Wet Wet                   | End of part one - Their greatest hits |
|        | 17 september | Wet Wet Wet                   | End of part one - Their greatest hits |
|        | 24 september | Wet Wet Wet                   | End of part one - Their greatest hits |
|        | 1 oktober    | Wet Wet Wet                   | End of part one - Their greatest hits |
|        | 8 oktober    | Wet Wet Wet                   | End of part one - Their greatest hits |
|        | 15 oktober   | Wet Wet Wet                   | End of part one - Their greatest hits |
|        | 22 oktober   | Wet Wet Wet                   | End of part one - Their greatest hits |
| 252    | 29 oktober   | Paul de Leeuw                 | ParaCDmol                             |
|        | 5 november   | Paul de Leeuw                 | ParaCDmol                             |
|        | 12 november  | Paul de Leeuw                 | ParaCDmol                             |
|        | 19 november  | Paul de Leeuw                 | ParaCDmol                             |
| 253    | 26 november  | René Froger                   | Walls of emotion                      |
| 254    | 3 december   | Nirvana                       | MTV unplugged in New York             |
| 255    | 10 december  | Bon Jovi                      | Crossroad (The best of Bon Jovi)      |
|        | 17 december  | Bon Jovi                      | Crossroad (The best of Bon Jovi)      |
| 256    | 24 december  | André Rieu                    | Strauß & co                           |
|        | 31 december  | geen Album Top 100 verschenen | geen Album Top 100 verschenen         |

Lijsten van nummer 1-albums in de Nederlandse Album Top 100

1969 ·
1970 ·
1971 ·
1972 ·
1973 ·
1974 ·
1975 ·
1976 ·
1977 ·
1978 ·
1979 ·
1980 ·
1981 ·
1982 ·
1983 ·
1984 ·
1985 ·
1986 ·
1987 ·
1988 ·
1989 ·
1990 ·
1991 ·
1992 ·
1993 ·
1994 ·
1995 ·
1996 ·
1997 ·
1998 ·
1999 ·
2000 ·
2001 ·
2002 ·
2003 ·
2004 ·
2005 ·
2006 ·
2007 ·
2008 ·
2009 ·
2010 ·
2011 ·
2012 ·
2013 ·
2014 ·
2015 ·
2016 ·
2017 ·
2018 ·
2019 ·
2020 ·
2021 ·
2022 ·
2023 ·
2024 ·
2025

Lijsten van nummer 1-albums van de Stichting Nederlandse Top 40

1969 ·
1970 ·
1971 ·
1972 ·
1973 ·
1974 ·
1975 ·
1976 ·
1977 ·
1978 ·
1979 ·
1980 ·
1981 ·
1982 ·
1983 ·
1984 ·
1985 ·
1986 ·
1987 ·
1988 ·
1989 ·
1990 ·
1991 ·
1992 ·
1993 ·
1994 ·
1995 ·
1996 ·
1997 ·
1998 ·
1999 ·
2011 ·
2012 ·
2013 ·
2014 ·
2015
- Nederland
- Nederland (Album Top 100)